# Hodgesiella rhodorrhisella
Hodgesiella rhodorrhisella is een vlinder uit de familie prachtmotten (Cosmopterigidae). De wetenschappelijke naam is voor het eerst geldig gepubliceerd in 1970 door Kasy.
De soort komt voor in Europa.